# Градушката църква
Градушката църква е християнизирана древна езическа сакрална територия, намираща се в едноименната местност на хълма Дидьоу, североизточно от село Брястово (Община Минерални бани, област Хасково).

## Описание и особености
На скална площадка, покрита с наносен слой почва на хълма Дидьоу, около вековен дъб, който местните наричат „дъбичката“ са натрупани дребни и едри необработени камъни, оформящи около дървото висок кръг, с диаметър 2.5 m и височина 1 m. Кръгът е отворен от запад, като по някои от камъните личат следи от вторична обработка. При своеобразния вход на съоръжението е опрян куполовиден капак, вероятно принадлежал към градеж на долмен.
Каменният кръг се поддържа от местното население на село Брястово.
Ежегодно, в първия четвъртък след Спасовден, хората от селото идват до мястото, за да се черкуват, за да не ги бие градушка. По спомени на местните жители, дори преди 1989 година, на това място в този ден винаги са се събирали жителите на селата Брястово, Сусам, Спахиево, че и дори на по-далечни села за курбан, който предварително бил осветяван в църквата на Брястово. Местните хора наричат своеобразният патрон на мястото Градуш, към който отправят молитви, за да умилостивят.
По данни на краеведката Яна Манолова в годините след 2000 година курбанът събира все по-малко хора, но най-ревностните християнки от село Брястово задължително организират обредните дейности всяка година. Една от местните жителки на Брястово – Ташина Райкова, споделя пред Манолова, че на това място по разкази на вече покойната ѝ майка се е чествало Успение на Пресвета Богородица. Според Манолова, местните жители, които поддържат ритуалният обред при Градушка църква, знаят че в православния календар не съществува ден на Свети Градуш, както и че няма такъв канонизиран светец, те продължават традиция, която прадедите им са предали и практикували от незапомнени времена.

## Ритуалът
Ритуалът изпълняван тук включва полагане на икона в каменния кръг до дъбовото дърво. Пред иконата се полагат цветя и се поставя осветена свещ. Кръгът се поръсва със светена вода, след което се разстилат месали (донесени от селската църква), върху които се поставят даровете донесени от местните жители – най-вече домашно омесени пити. Мястото се кади с тамян, всеки от участниците запалва свещ, която поставя върху обредните хлябове, след което се прочита молитва за тих, спокоен и плодоносен дъжд, който да не вреди, а да бъде полезен за реколтата. След прочитането на молитвата присъстващите се черпят с донесените ястия за дар и оставят порции от тях до дъба.
Според Яна Манолова, въпреки че обредът е приел някои елементи от християнската обредност, повечето му характеристики обаче го отличават от същата.